# Marílson Gomes dos Santos
Marílson Gomes dos Santos (Brasilia, 6 de agosto de 1977) es un corredor de larga distancia brasileño. Ganó la Maratón de Nueva York en dos ocasiones, 2006 y 2008, convirtiéndose en el primer sudamericano en ganar dicha carrera. Fue seleccionado como el mejor corredor masculino del campeonato nacional brasileño de 2009 después de romper los récords en carrera de 5000 m y 10 000 m. Actualmente es el poseedor del récord sudamericano en ambas pruebas, con tiempos de 13:19:43 y 27:28:12, respectivamente.
Ha ganado diversas distinciones en los Campeonatos Sudamericanos de Cross Country, comenzando por una medalla de plata en la carrera de menores en Bucaramanga 1996, para luego conseguir la medalla de bronce en la carrera de larga distancia de mayores, correspondiente al año 2000, antes de ganar su primer título de campeonato en 2008.
En 2010, Marílson corrió en la Maratón de Londres, llegando en 2:08:46. Con este tiempo consiguió mejorar su marca personal, acabando en sexto lugar detrás del keniano Abel Kirui. Se inscribió en la Maratón de Nueva York de ese año, y utilizó el Trofeo Brasil de Atletismo como preparación para ganar el título en 10 000 m. Consiguió su tercera victoria en la Carrera de San Silvestre realizada en Sao Paulo a finales de ese año, consiguiendo un récord para un corredor brasileño desde 1945, año en el que esta carrera se abrió a los atletas internacionales.
En 2011, durante la Maratón de Londres, impuso otra marca personal, logrando hacer 2:06:34, tiempo con el que se pudo colocar cuarto en la competencia, detrás de un trío keniano conformado por Emmanuel Mutai, Martin Lel y Patrick Makau Musyoki.
Dos Santos compitió en maratón masculina durante los Juegos Olímpicos de Pekín 2008, Londres 2012 y Río de Janeiro 2016, cuyo mejor resultado fue un quinto puesto obtenido en su participación de 2012. Está casado con la también corredora Juliana Paula dos Santos, ganadora de dos medallas de oro en los Juegos Panamericanos de 2007 y 2015, con quien tiene un hijo llamado Miguel.

## Récords personales
- 5000 m: 13:19.43 - Kassel , 2006.[3]
- 10 000 m: 27:29.12 - Neerpelt , 2007.[3]
- Media maratón: 59:33 - Údine , 2007.[3]
- Maratón: 2:06:34 - Londres , 2011.[3]

## Participaciones destacadas
| Año                                         | Competición                                       | Ciudad         | País                 | Posición      | Prueba        | Notas    | Ref.         |
| ------------------------------------------- | ------------------------------------------------- | -------------- | -------------------- | ------------- | ------------- | -------- | ------------ |
| 1995                                        |                                                   |                |                      |               |               |          |              |
| Campeonato Sudamericano de Atletismo Sub-20 | Santiago                                          | Chile          | Plata                | 5 000 m       | 14:36.9       | [ 13 ]   |              |
| 1996                                        | Campeonato Sudamericano de Cross Country (Sub-20) | Asunción       | Paraguay             | Plata         | 8 km          | 26:09    | [ 14 ]       |
| 1996                                        | Campeonato Mundial de Campo a Través (Sub-20)     | Stellenbosch   | Sudáfrica            | 22.º          | 8,35 km       | 26:21    | [ 15 ]       |
| 1996                                        | Campeonato Sudamericano de Atletismo Sub-20       | Bucaramanga    | Colombia             | Plata         | 5 000 m       | 14:48.3  | [ 13 ]       |
| 1997                                        | Universiada                                       | Catania        | Italia               | Oro           | Media maratón | 1:03:32  | [ 3 ]        |
| 1999                                        |                                                   |                |                      |               |               |          |              |
| Campeonato Mundial de Campo a Través        | Belfast                                           | Reino Unido    | 84.º                 | 12 km         | 43:28         | [ 16 ]   |              |
| Universiada                                 | Palma de Mallorca                                 | España         | Oro                  | Media maratón | 1:04:05       | [ 3 ]    |              |
| 2000                                        | Campeonato Sudamericano de Cross Country          | Cartagena      | Colombia             | Bronce        | 12 km         | 37:59    | [ 5 ]        |
| 2000                                        | Campeonato Iberoamericano de Atletismo            | Río de Janeiro | Brasil               | Plata         | 10 000 m      | 28:58.74 | [ 17 ]       |
| 2002                                        | Carrera Internacional de San Silvestre            | São Paulo      | Brasil               | Plata         | 15 km         | 45:06    | [ 18 ]       |
| 2003                                        | Campeonato Sudamericano de Atletismo              | Barquisimeto   | Venezuela            | Oro           | 5 000 m       | 13:52.2  | [ 19 ]       |
| 2003                                        | Juegos Panamericanos                              | Santo Domingo  | República Dominicana | Bronce        | 5 000 m       | 13:56.90 | [ 3 ]        |
| 2003                                        | Juegos Panamericanos                              | Santo Domingo  | República Dominicana | Plata         | 10 000 m      | 28:49.48 | [ 20 ]       |
| 2003                                        | Carrera Internacional de San Silvestre            | São Paulo      | Brasil               | Oro           | 15 km         | 43:49    | [ 3 ]        |
| 2005                                        | Campeonato Mundial de Atletismo                   | Helsinki       | Finlandia            | 6.º           | Maratón       | 2:13:40  | [ 16 ]       |
| 2005                                        | Carrera Internacional de San Silvestre            | São Paulo      | Brasil               | Oro           | 15 km         | 44:19    | [ 3 ]        |
| 2006                                        | Campeonato Iberoamericano de Atletismo            | Ponce          | Puerto Rico          | Oro           | 5 000 m       | 13:42.88 | [ 19 ]       |
| 2006                                        | Copa del Mundo de Atletismo                       | Atenas         | Grecia               | 5.º           | 5 000 m       | 13:47.15 | [ 16 ]       |
| 2006                                        | Maratón de Nueva York                             | Nueva York     | Estados Unidos       | Oro           | Maratón       | 2:09:58  | [ 3 ] [ 21 ] |
| 2007                                        | Juegos Panamericanos                              | Río de Janeiro | Brasil               | Bronce        | 5 000 m       | 13:30.68 | [ 20 ]       |
| 2007                                        | Juegos Panamericanos                              | Río de Janeiro | Brasil               | Plata         | 10 000 m      | 28:09.30 | [ 3 ]        |
| 2007                                        | Campeonato Mundial de Carrera en Ruta             | Údine          | Italia               | 7.º           | Media maratón | 59:33    | [ 3 ]        |
| 2008                                        | Campeonato Sudamericano de Cross Country          | Asunción       | Paraguay             | Oro           | 12 km         | 37:28    | [ 6 ]        |
| 2008                                        | Campeonato Mundial de Campo a Través              | Edimburgo      | Reino Unido          | 53.º          | 12 km         | 37:17    | [ 6 ]        |
| 2008                                        | Juegos Olímpicos                                  | Pekín          | China                | —             | Maratón       | DNF      | [ 1 ]        |
| 2008                                        | Campeonato Mundial de Media Maratón               | Río de Janeiro | Brasil               | 8.º           | Media maratón | 1:03:18  | [ 3 ]        |
| 2008                                        | Campeonato Sudamericano de Media Maratón          | Río de Janeiro | Brasil               | Oro           | Media maratón | 1:03:18  | [ 3 ]        |
| 2008                                        | Maratón de Nueva York                             | Nueva York     | Estados Unidos       | Oro           | Maratón       | 2:08:43  | [ 3 ]        |
| 2009                                        | Campeonato Mundial de Atletismo                   | Berlín         | Alemania             | 16.º          | Maratón       | 2:15:13  | [ 16 ]       |
| 2009                                        | Campeonato Mundial de Media Maratón               | Birmingham     | Reino Unido          | 17.º          | Media maratón | 1:02:41  | [ 16 ]       |
| 2010                                        | Maratón de Londres                                | Londres        | Reino Unido          | 5.º           | Maratón       | 2:08:46  | [ 1 ]        |
| 2010                                        | Campeonato Iberoamericano de Atletismo            | San Fernando   | España               | Plata         | 5 000 m       | 13:34.92 | [ 22 ]       |
| 2010                                        | Maratón de Nueva York                             | Nueva York     | Estados Unidos       | 7.º           | Maratón       | 2:11:51  | [ 23 ]       |
| 2010                                        | Carrera Internacional de San Silvestre            | São Paulo      | Brasil               | Oro           | 15 km         | 44:07    | [ 3 ]        |
| 2011                                        | Maratón de Londres                                | Londres        | Reino Unido          | 4.º           | Maratón       | 2:06:34  | [ 16 ]       |
| 2011                                        | Campeonato Sudamericano de Media Maratón          | Buenos Aires   | Argentina            | Oro           | Media maratón | 1:01:13  | [ 16 ]       |
| 2011                                        | Juegos Panamericanos                              | Guadalajara    | México               | Oro           | 10 000 m      | 29:00.64 | [ 3 ]        |
| 2012                                        | Maratón de Londres                                | Londres        | Reino Unido          | 8.º           | Maratón       | 2:08:03  | [ 16 ]       |
| 2012                                        | Juegos Olímpicos                                  | Londres        | Reino Unido          | 5.º           | Maratón       | 2:11:10  | [ 16 ]       |